# Chokwe (språk)
Chokwe är ett bantuspråk som talas av Chokwefolket i Demokratiska republiken Kongo, Angola och Zambia. Enligt uppskattningar från åren runt 1990 talas språket av drygt en miljon människor. Det är ett nationellt språk i Angola.
Chokwespråket används som lingua franca i östra Angola. Instituto de Línguas Nacionais (Nationella språkinstitutet) i Luanda har utarbetat stavningsregler och chokwe har införts i skolundervisningen i bland annat provinsen Moxico. 

## Historik

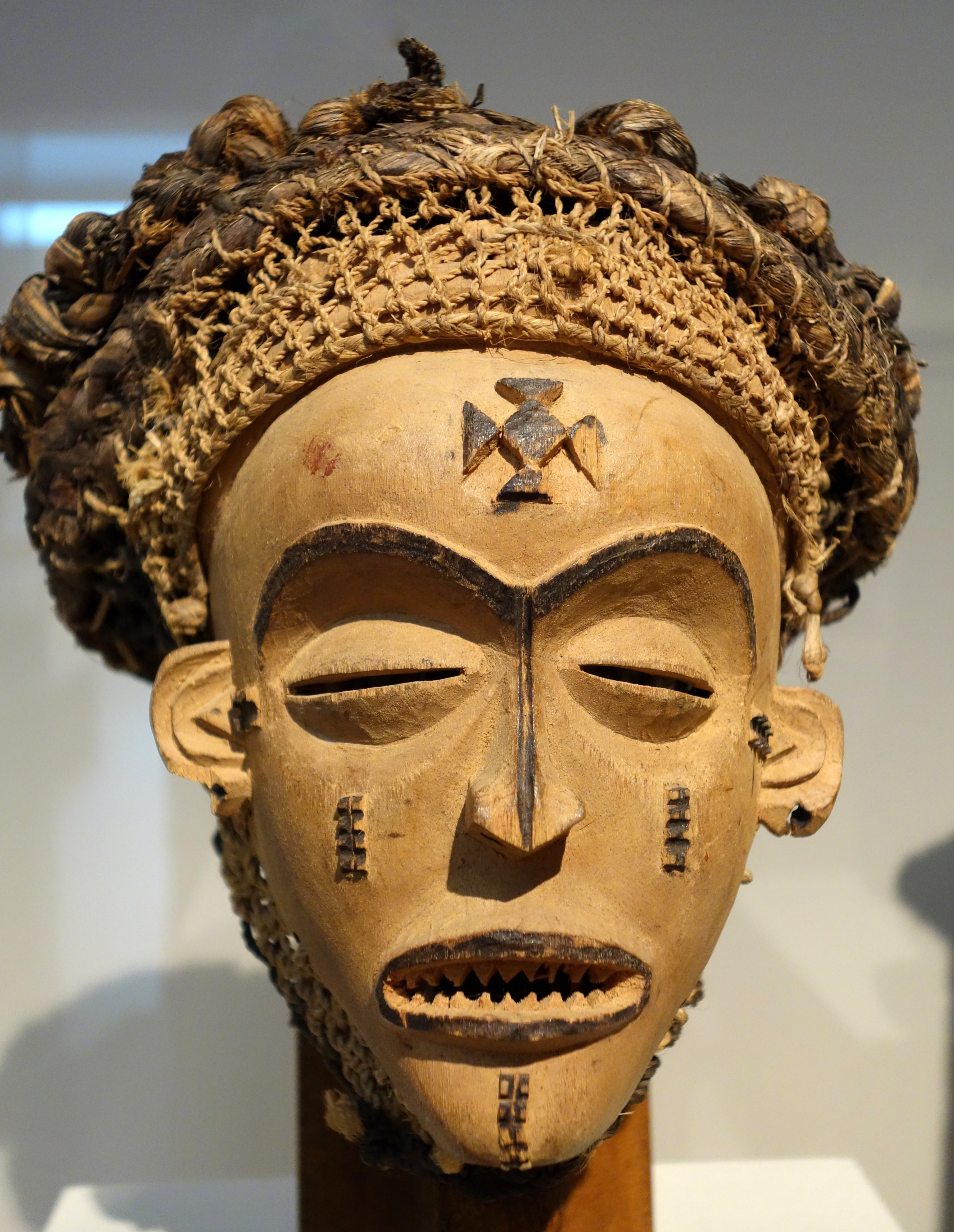
Mask från Chokwefolket, mitten av 1900-talet - Chazen Museum of Art - DSC01740

Chokwefolket tillhörde Lundariket från 1665 till 1887. Riket sträckte sig från nordöstra Angola in i Katanga i Kongo och Zambia. Den skotske missionären David Livingstone reste i Lundariket på 1850-talet och kallade chokwefolket för de vildaste och mest ogästvänliga folk som han någonsin hade mött. Det portugisiska inflytandet var begränsat ända till Berlinkonferensen 1884–1885. De europeiska länderna erkände Portugals anspråk på Angola, vilket krävde att Portugal hade en permanent närvaro längre in i landet. Chokwe underkastade sig inte de främmande inkräktarna förrän 1914.

### 1900-talet
Enligt en uppskattning från 1991 talar 456 000 personer språket i Angola (där det dock stavas cokwe). Ytterligare en dryg halv miljon talare bodde i Kongo 1990 och 44 200 i Zambia (det senare enligt en mätning från 1986).

## Kultur
Chokwefolket är känt för sin konstnärliga skicklighet. Ett exempel är de masker som tillverkas i samband med initieringsriter.